# Milano-Vignola 1991
La Milano-Vignola 1991, trentanovesima edizione della corsa, si svolse il 28 aprile 1991 per un percorso totale di 206 km, con partenza da Fanano ed arrivo a Vignola. La vittoria fu appannaggio dell'italiano Silvio Martinello, il quale completò la gara in 5h08'00", alla media di 40,128 km/h, precedendo i connazionali Danilo Gioia e Flavio Vanzella.

## Ordine d'arrivo (Top 10)
| Pos. | Corridore          | Squadra       | Tempo    |
| ---- | ------------------ | ------------- | -------- |
| 1    | Silvio Martinello  | Gis Gelati    | 5h08'00" |
| 2    | Danilo Gioia       | Italbonifica  | s.t.     |
| 3    | Flavio Vanzella    | ZG Mobili     | s.t.     |
| 4    | Marco Saligari     | Ariostea      | s.t.     |
| 5    | Davide Cassani     | Ariostea      | s.t.     |
| 6    | Edward Salas       | Amore & Vita  | s.t.     |
| 7    | Stefano Colagè     | ZG Mobili     | s.t.     |
| 8    | Gianluca Bortolami | Colnago       | s.t.     |
| 9    | Juan Valbuena      | Lotus-Festina | s.t.     |
| 10   | Rodolfo Massi      | Ariostea      | s.t.     |